# Nora Martirosyan
Nora Martirosyan, née en 1973 à Erevan (Arménie), est une plasticienne et réalisatrice arménienne. Elle vit en France.

## Biographie
Nora Martirosyan est née en Arménie dans une famille de scientifiques. Ses deux parents sont physiciens. Elle souhaite devenir artiste. Elle est diplômée de l’Académie des Beaux-Arts de Erevan. En 1997, à l'âge de 23 ans, elle quitte l'Arménie, pour parcourir l'Europe. Elle poursuit ses études à l'école des Beaux-Arts d’Amsterdam, à l'académie royale des beaux-arts d'Amsterdam et à l'école du Fresnoy. Depuis 2015, elle enseigne le cinéma et la vidéo à l’école des beaux-arts de Bordeaux. Depuis 2003, elle réalise des courts et moyens métrage.
En 2018, elle tourne son premier long métrage Si le vent tombe. Cette fiction traite de la situation politique de la province arménienne du Haut-Karabakh.

## Filmographie
- 2003 : Courant d'air
- 2004 : Blind Date
- 2007 : 1937
- 2009 : Les Complices
- 2016 : Paris-Yerevan
- 2020 : Si le vent tombe